# Cosimo Ruggeri
Cosimo Ruggeri, död 1615, var en fransk astrolog. Han var anställd som hovastrolog hos Frankrikes drottning Katarina av Medici.  Han var beryktad för att i realiteten fungera som Katarinas svartkonstnär. Han var Katarinas gunstling och förtrogne och är föremål för många legender gällande de svartkonstritualer han ska ha utfört åt henne. Han ska bland annat ha gjort flera förutsägelser åt henne med hjälp av svartkonst. Den kanske mest kända är då han ska ha visat Katarina en magisk spegel, genom vilken hon fick se den franska successionen. Han åtalades för att ha försökt mörda kungen genom svartkonst år 1598, men frikändes.